# Otwornica zwyczajna

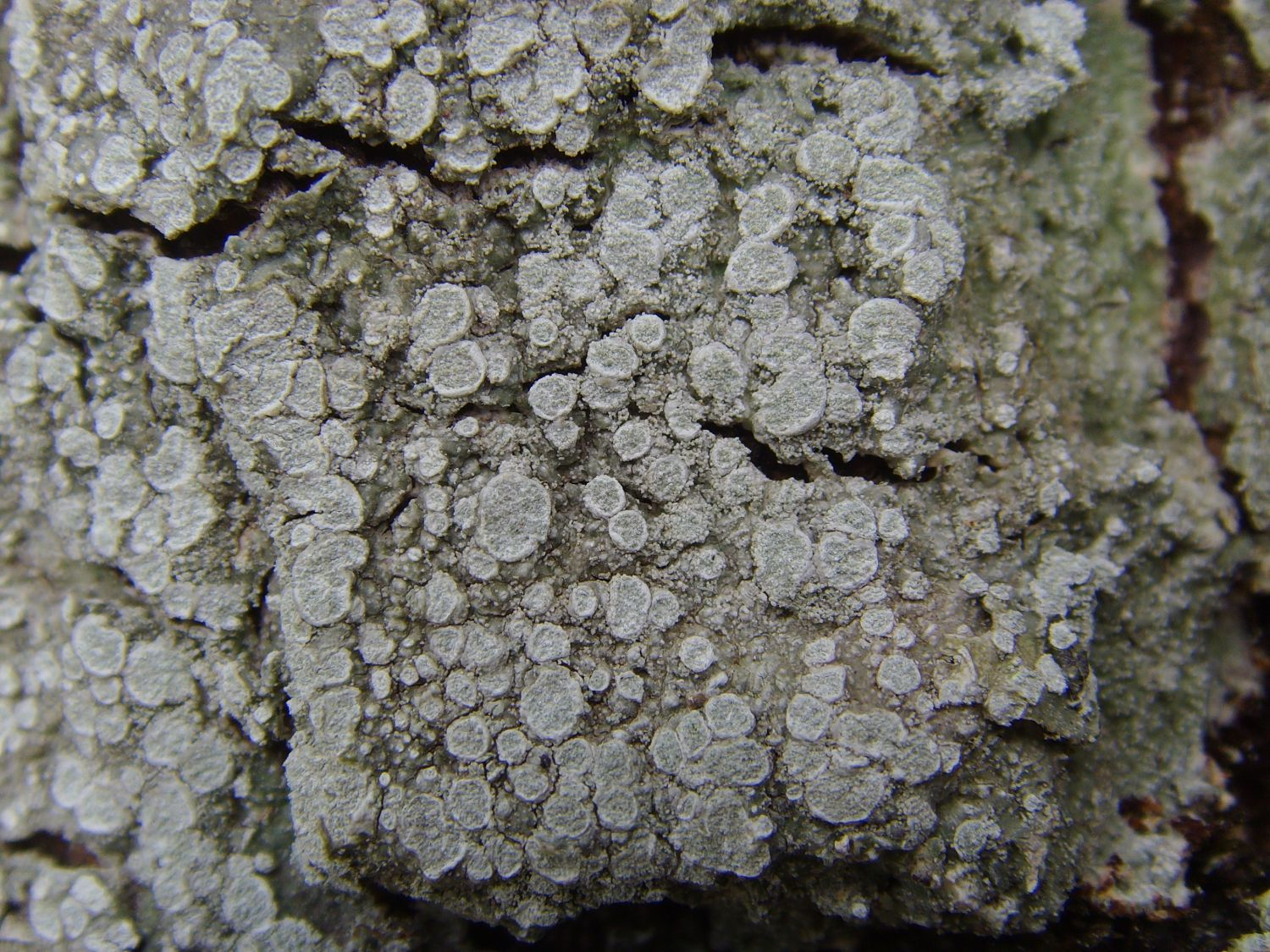

Otwornica zwyczajna (Lepra albescens (Huds.) Hafellner) – gatunek grzybów z rodziny otwornicowatych (Pertusariaceae). Znany też jako otwornica biaława. Ze względu na współżycie z glonami zaliczany jest do porostów.

## Systematyka i nazewnictwo
Pozycja w klasyfikacji według Index Fungorum: Pertusaria, Pertusariaceae, Pertusariales, Ostropomycetidae, Lecanoromycetes, Pezizomycotina, Ascomycota, Fungi.
Po raz pierwszy gatunek ten opisał w 1762 r. William Hudson jako Lichen albescens. w 1932 r. Maurice Choisy i Roger-Guy Werner przenieśli go do rodzaju Pertusaria, w 2016 r. Joseph Hafellner do rodzaju Lepra
Ma około 30 synonimów. Niektóre z nich:
- Lichen globuliferus (Turner) Sm., in Smith & Sowerby 1809
- Marfloraea albescens (Huds.) S.Y. Kondr., Lőkös & Hur 2015
- Pertusaria albescens (Huds.) M. Choisy & Werner 1932[4]

## Morfologia
Plecha skorupiasta, zazwyczaj średnio gruba lub gruba, ciągła, ale czasami podzielona na poletka. Powierzchnia ma barwę od jasnoszarej do ciemnoszarej i pokryta jest brodawkowatymi soraliami o średnicy 0,5–4,5 mm. W smaku nie jest gorzka. W soraliach występują zagłębione owocniki typu apotecjum, są jednak bezpłodne. Pyknid brak.
Reakcje barwne: wszystkie negatywne. Kwasy porostowe: kwas allupertrusariowy i śladowe ilości kwasu dihydropertusariowego.

## Występowanie i siedlisko
Gatunek szeroko rozprzestrzeniony, głównie na półkuli północnej. Najliczniej notowany jest w Europie, gdzie na północy sięga po Islandię i północne rejony Półwyspu Skandynawskiego. W Ameryce Północnej występuje tylko w górach. Opisano jego występowanie także w Meksyku, Argentynie, Afryce Północnej i na niektórych wyspach. W Polsce jest pospolity i występuje na obszarze całego kraju.
Główne siedlisko jego występowania to kora drzew, zarówno liściastych, jak i iglastych, czasami (rzadko) występuje także na drewnie i skałach.

## Gatunki podobne
Najbardziej podobna jest również pospolita otwornica gorzka (Pertusaria amara). Otwornicę zwyczajną odróżnić jednak łatwo po większych soraliach, braku gorzkiego smaku oraz reakcjami chemicznymi.